# مانا (اسطوره‌شناسی)

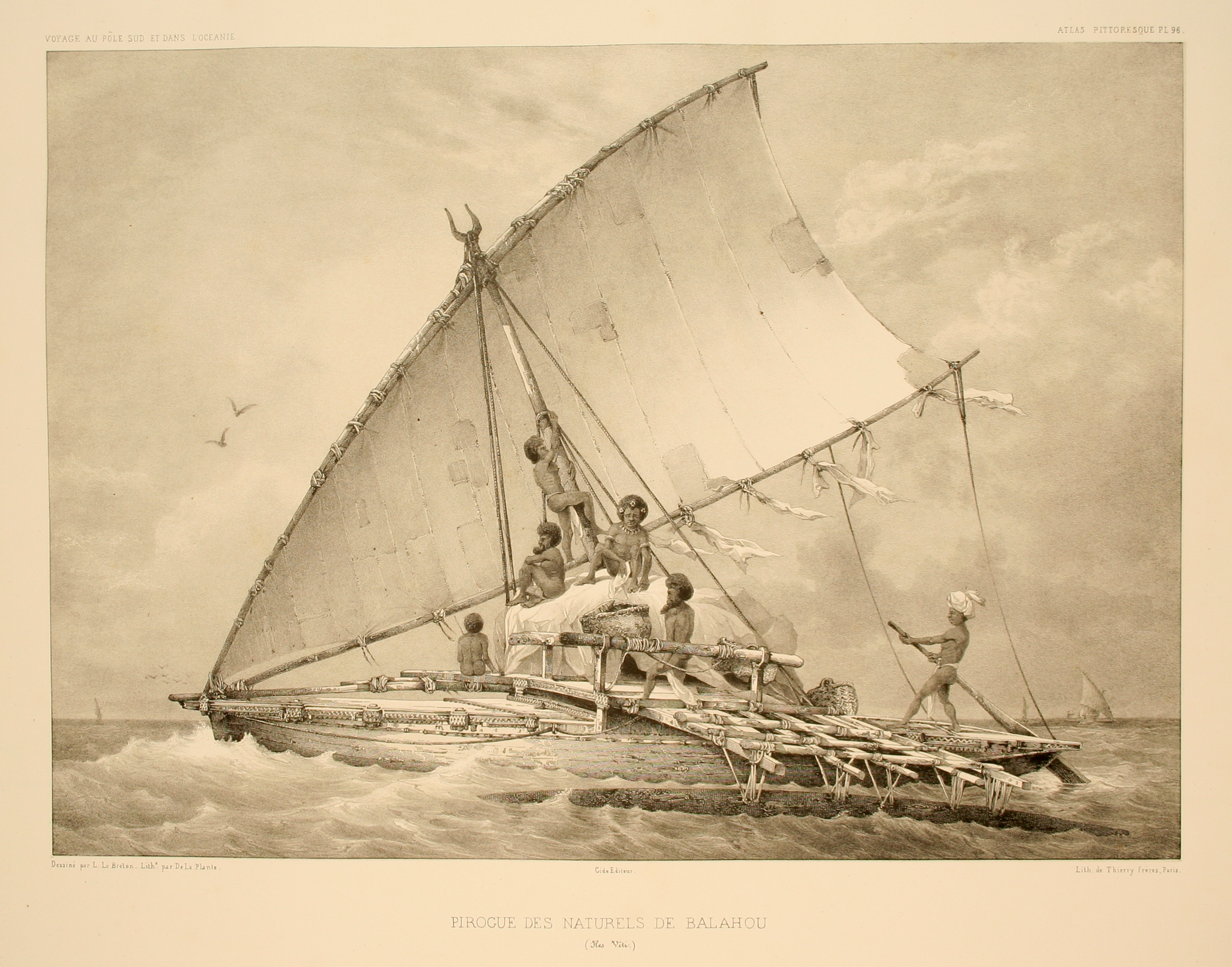
مانا (اسطوره‌شناسی)

در اسطوره‌های پلی‌نزیایی در سال ۱۹۶۳، مانا (Mana) نیرویی فراطبیعی و فراگیر است که در جهان مرئی و نامرئی ساری و جاری است و دو جهان را نیز به هم مرتبط می‌کند. در برخی سنت‌های اساطیری پلی‌نزی، مانا به عنوان ماده و مایه‌ای دانسته می‌شود که برای جادو لازم است. برای پلی‌نزیایی‌ها مانا حکم قدرت و احترام و آبرو را داشت. افرادی که از مانا برخوردار بودند افراد قدرتمند و مهمی بودند. نه تنها افراد بلکه نهادها و دولت‌ها و اشیای غیرزنده نیز می‌توانند مانا داشته باشند.
در باور بومیان هاوایی، بسته به کارهایی که انجام می‌دهیم می‌توانیم مانا به‌دست آورده یا مانا از دست بدهیم. نیاکان مردم هاوایی همچنین بر این باور بودند که جزیره مولوکای نسبت به جزیره‌های همسایه خود مانای قدرتمندتری دارد.